# Kraksa (kolarstwo)

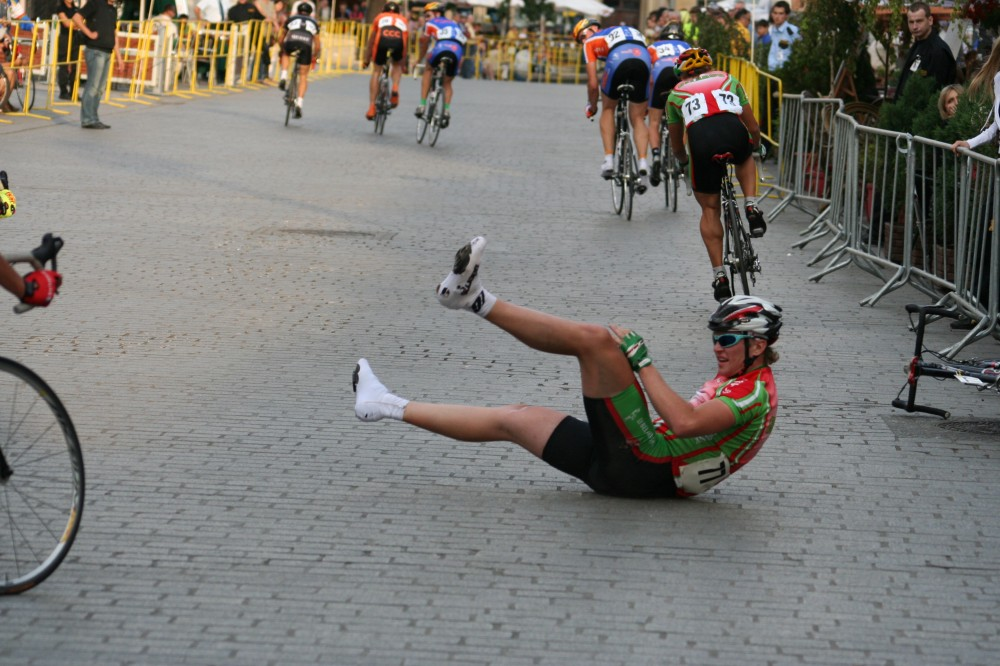
Kraksa na Małopolskim Wyścigu Górskim, sierpień 2007 r.

Kraksa kolarska – upadek jadącego zawodnika bądź też zawodników na treningu lub na wyścigu. 

## Rodzaje kraks

### Kraksy wynikające z błędów zawodników
Kolarze ścigają się w kilkudziesięcioosobowych grupach, przy czym odległości między zawodnikami są stosunkowo niewielkie. Zbyt szybkie hamowanie lub też zajeżdżanie drogi jest częstym błędem prowadzącym do kolizji, w której może czasem wziąć udział kilkudziesięciu zawodników. Błędy te mogą wynikać zarówno z braku doświadczenia zawodnika, jak i ze zmęczenia trudami zawodów.

### Kraksy wynikające z wadliwie działającego sprzętu
Praktycznie uszkodzenie każdego elementu roweru może doprowadzić do kraksy. Zdarza się, że zawodnik finiszując łamie kierownicę tracąc panowanie nad rowerem. Bardziej niebezpieczne (choć rzadko występujące) są upadki wynikające ze złamania przedniego widelca. Problemy z mocowaniem buta w pedale rowerowym (za słabo napięty zacisk lub zużyte bloki) mogą doprowadzić do upadku, gdy zawodnik jedzie na stojąco. Uszkodzenia ogumienia również mogą być niebezpieczne (zwłaszcza na zakrętach).

### Czynniki zewnętrzne powodujące kraksy
Zmorą zawodników bywają zaplątane na trasie zwierzęta (psy, koty, sarny itp.). Uszkodzenia nawierzchni mogą doprowadzić zarówno awarii roweru, jak i do utraty sterowności i wypadku. Podczas wyścigów dochodzi czasem do zderzenia zawodnika z kibicem, samochodem technicznym lub innym pojazdem pojawiającym się na trasie w wyniku niewłaściwego zabezpieczenia trasy.
Czynnikiem zwiększającym ryzyko upadku na trasie jest mokra nawierzchnia, mgła, świeżo namalowane na szosie napisy, liście, brukowa nawierzchnia, a w skrajnym wypadku gołoledź i śnieg (w kolarstwie zdarzają się wyścigi rozgrywane nawet w takich warunkach).

## Skutki kraks
Choć kraksy kolarskie wyglądają bardzo groźnie, jednak najczęściej nie pozostawiają poważniejszych następstw. Samo określenie "kraksa" kojarzy się z nie tyle z wypadkiem, katastrofą, lecz z przelotnym zdarzeniem losowym. Zawodowy kolarz przewraca się na trasie kilka razy w roku. Najczęściej w wyniku upadku dochodzi do tak zwanych "szlifów" czyli płytkich, ale bolesnych obtarć skóry. Najczęściej zawodnicy odnoszą kontuzję nóg i rąk. Czasem dochodzi do złamania obojczyka, ręki, rzadziej nogi. Urazy głowy zdarzają się rzadko, jeszcze rzadziej dochodzi do urazów kręgosłupa. Niemniej jednak czasem zdarzają się wypadki śmiertelne, a także te zakończone poważnym kalectwem.

## Ochrona zawodnika
Międzynarodowa Unia Kolarska wprowadziła obowiązek używania na wyścigach kasków rowerowych. Stało się tak po śmiertelnym wypadku kolarza Andrieja Kiwilewa. Poza tym zawodnicy szosowi nie posiadają żadnych dodatkowych zabezpieczeń. Podstawową barierą przed kontuzjami jest doskonałe przygotowanie zawodników, którzy potrafią upadać tak, by nie dopuścić do poważniejszych kontuzji (duże znaczenie mają tutaj treningi w zimie na śniegu – możliwość wyćwiczenia upadków).

## Zawodnicy, którzy zginęli w kraksach kolarskich
- Andriej Kiwilew
- Bjorg Lambrecht
- Fabio Casartelli
- Francisco Cepeda
- Wouter Weylandt